# Vihasoo
Vihasoo – wieś w Estonii, w prowincji Harju, w gminie Kuusalu. Przez wieś przepływa rzeka Loobu.